# Владан Виријевић
Владан Виријевић (Краљево, 15. јул 1971)  српски је историчар, универзитетски професор и научни радник.

## Биографија
Родио се у Краљеву 15. јула 1971. године. Основне студије уписао је школске 1989/90 на Филозофском факултету у Приштини на групи за историју, а дипломирао је почетком 1995. године. Одбранио је магистарску тезу „Друштвено-економске и политичке прилике у срезу студеничком од 1918. до 1941. године” 1998. године, а затим и докторску дисертацију 2004. године. Назив докторске дисертације гласио је „Краљево - град у Србији 1918 - 1941.”
У избор звања професора на филозофском факултету у Косовској Митровици изабран је 2008. године где предаје Историју Југославије и Свет у савременом добу. Предаје и на мастер студијама на филозофском факултету у Источном Сарајеву. Дипломирао је 2009. године на филолошком одесеку Универзитета у Новом Пазару и стекао стручни назив професор турског језика и књижевности.
Владан Виријевић је урадио предговор и превео књигу Џенгиза Хакова „Историја савремене Турске“. Објавио је 2018. године књигу „Југословенско-турски економски односи 1918-1941.”

## Одабрана библиографија
- Студенички срез 1918-1941 – друштвено-економске и политичке прилике, Краљево-Рашка, 2000.
- Рашка-ратна престоница Краљевине Србије 1915. године, Рашка, 2005
- Краљево – град у Србији 1918-1941., Краљево, 2006
- Рашка: 1912 - 1941: портрет варошице, Рашка, 2013.